# Vương cung thánh đường Thánh Procopius tại Třebíč
Nhà thờ Thánh Procopius là nhà thờ Công giáo được xây dựng theo kiến trúc La Mã - Gothic ở Třebíč, Cộng hòa Séc. Nó được xây dựng trên các tại khu vực  của tu viện Benedictine vào năm 1240 - 1280 với tên gọi ban đầu là Nhà thờ Maria. Nó đã trở thành một di tích văn hóa quốc gia vào năm 2002 như một phần của "tu viện và nhà thờ Thánh Procopius". Các nhà thờ cùng với các khu phố của người Do Thái gần đó thuộc Třebíč được công nhận là một Di sản thế giới vào năm 2003.
Nhà thờ đầu tiên được dành riêng cho các Maria. Thánh Procopius đã trở thành vị thánh bảo trợ của các nhà thờ vào năm 1704, năm được phong thánh của mình. Jan Karel, bá tước Valdštejn thành lập một nhà nguyện lâu đài Thánh Procopius từ giáo xứ của nhà thờ.. Nhà thờ cũng là lâu đài giáo xứ của Třebíč.

## Lịch sử
Lịch sử của nhà thờ được gắn liền với lịch sử của cựu tu viện Benedictine ở Třebíč. Trước khi nhà thờ được xây dựng, có một nhà thờ Thánh Procopius được xây dựng trong năm 1104 và đã được thánh hiến bởi Herman, Giám mục Praha. Năm năm sau, tu viện đã có nhà thờ riêng của mình. Điều này đã được thánh hiến trong năm 1109 bởi Đức Giám mục Praha, lần thứ 2. Trong hầm mộ của nhà thờ, Duke Litold Znojemský được chôn cất. Đây là một trong những người sáng lập tu viện, và ba năm sau đó, anh trai của mình và Duke Oldřich Brněnský, người sáng lập thứ hai của tu viện, cũng được chôn cất tại đây.
Tu viện phát triển và giàu có nhanh chóng khiến ảnh hưởng của nó tăng lên. Trong nửa thế kỷ 13, tu viện được xây dựng lại và củng cố. Tái thiết này đã được bắt đầu vào khoảng năm 1240 và hoàn thành trong năm 1260. Việc tái thiết có nghĩa là sự biến mất của kiến trúc La Mã trong tu viện, nhưng cho phép các nhà thờ mới được xây dựng. Nhà thờ được bảo quản với phong cách ban đầu của nó cho đến tận ngày nay.